# Confederació Sindical de Treballadors de Catalunya
La Confederació Sindical de Treballadors de Catalunya (CSTC) fou un sindicat fundat l'any 1980 de la unió de diversos indicats: Solidaritat d'Obrers de Catalunya (SOC), Col·lectius de Treballadors (CCTT), Centre Autonomista de Dependents del Comerç i de la Indústria (CADCI), Sindicat Obrer de la Fusta i del Suro (SOFIS), Sindicat de Treballadors de la Garrotxa (STG) i Sindicat d'Unitat Sanitària (SUS). El 1983 es va acabar el procés constituent i el SOC va desaparèixer formalment i la CSTC va ocupar el seu espai.
Això no obstant, el 1985 la majoria de l'organització es va unir amb el Sindicat de Quadres de Catalunya, una organització sindical de l'entorn de Convergència Democràtica de Catalunya -tot i que amb moltes desavinences sindicals amb aquesta- formant la Confederació Sindical Catalana (CSC) de la qual el secretari general fou Lluís Llerinós i Gómez. Amb tot, la minoria va voler conservar l'organització com a sindicat de classe i el 1987 va formar la Coordinadora Obrera Sindical (COS), tot reclamant l'actiu, convenientment actualitzat, de la Confederació Sindical de Treballadors de Catalunya de la qual es declarava continuadora.